# Prosopografia
Prosopografia (do grego πρόσωπον (face, no sentido de pessoa) + grafia) é o estudo documentado da carreira profissional ou acadêmica de uma pessoa ou de um grupo de pessoas, através da informação constante em fontes históricas, para desvendar o padrão de suas relações e atividades através da biografia coletiva.
Na literatura acadêmica, é uma coletânea de notícias e dados sobre personagens de uma determinada época ou de uma realidade geográfica (cidades, regiões etc.). A prosopografia também pode eleger uma determinada característica para analisar diferentes personagens históricas de um tempo. É um estudo de cunho sociológico, geralmente sugerindo nexos sobre a origem, o status e evolução social, bem como a situação patrimonial de indivíduos ou grupos de indivíduos, vinculando-os a nomes de pessoas ou outras designações. Não obstante, como a própria raiz etimológica da palavra indica, a prosopografia objetiva a descrição de indivíduos e seus grupos em um contexto social, histórico e antropológico.
A prosopografia, portanto, é um método de pesquisa que combina os elementos da pesquisa biográfica com aqueles dos surveys das ciências sociais. A ideia é aplicar técnicas de pesquisa histórica para a montagem de perfis sociais, culturais ou políticos de diferentes grupos, elites ou profissões. Não se tendo o acesso a informantes — indisponíveis por morte ou distanciamento no tempo —, que poderiam oferecer os dados acerca do perfil de um grupo ou comunidade, a prosopografia reconstrói, recorrendo a uma extensa documentação e cotejando diferentes tipos de fontes históricas, os elementos que preenchem um quadro geral desse grupo. No estudo prosopográfico — ou das biografias coletivas —, o pesquisador define um grupo-alvo a ser estudado (os membros de uma associação profissional, os parlamentares de uma ou mais legislaturas, os membros de uma comunidade etc.), faz o levantamento exaustivo da documentação biográfica existente sobre ele, constrói um quadro, ou banco de dados (metafonte) sobre os indivíduos do grupo e, a partir dele, aplica uma série de operações visando revelar as características coletivas do grupo.

Outras aplicações e conceitos para o termo “prosopografia”:
Conceito de PROSOPOGRAFIA  relacionado às perícias forenses de comparação facial, utilizadas pelas polícias científicas de todo o mundo:
O termo '''prosopografia''', apesar de  utilizado na Sociologia como “estudo de biografias coletivas, ou seja,  das indicações sobre a origem, o ''status'' ou também a situação patrimonial de indivíduos vinculados a nomes de pessoas ou outras designações”, 'No campo de aplicação da segurança pública, tem outro sentido:''' situando-se no campo da Representação Facial Humana – RFH, vai ao encontro do viés científico da identificação humana por meio de comparações científicas, do viés policial e jurídico da busca de identificação de criminosos, do viés administrativo da identificação de pessoas, baseando-se também nos primórdios históricos da identificação, assim, '''prosopografia é a  aplicação científica de técnicas comparativas de figuras humanas, especialmente no  confronto das faces, visando identificação de imagens questionadas, em confronto com imagens padrões.'

## Etimologia
Etimologicamente, prosopografia significa a "descrição de uma pessoa" (do grego prosopon: «personagem de teatro»).

## O desenvolvimento da prosopografia
O desenvolvimento da prosopografia pode ser dividido em duas escolas: a escola elitista e a escola de massas. Em resumo, aqueles da escola elitista preocupam-se com a dinâmica de pequenos grupos e os temas de estudo são, via de regra, as elites de poder. A técnica se baseia em uma investigação detalhada da genealogia, dos interesses comerciais e políticos do grupo, para isto, é largamente utilizado o estudo de casos e pouco utilizado estudos estatísticos. Já a escola de massas é mais voltada para o estudo das massas e inspira-se nas ciências sociais. Os adeptos desta escola entendem que a história é determinada mais pelos movimentos da opinião popular do que pelas decisões das elites e são mais preocupados com a história social do que com a política e buscam investigar um rol mais amplo de questões.
As duas escolas, diferem significativamente em seus objetos de estudo e um pouco em métodos e pressupostos, mas ambas possuem maior interesse no grupo que nos indivíduos. As matérias-primas com as quais os estudos prosopográficos foram e são elaborados são principalmente de três grandes tipos: listas simples de nomes de ocupantes de certos cargos ou títulos ou qualificações profissionais ou educacionais; genealogias de famílias; dicionários biográficos inteiros, que são usualmente elaborados em parte com base nas duas primeiras categorias e em parte com base em uma variedade de fontes infinitamente mais ampla.

## Conceitos
Esse método tem uma base simples, qual seja, definir uma população a partir de um ou alguns critérios e estabelecer assim uma descrição bibliográfica cujas nuances possibilitarão traçar um perfil de sua dinâmica social, privada, pública, cultural, ideológica ou política.
Para os historiadores da Antiguidade, a prosopografia era uma ciência auxiliar da história, cujo objetivo era o de estudar as biografias dos membros de uma categoria específica da sociedade, principalmente elites, sociais ou políticas.
Nesse ponto cabe a lição de Lawrence Stone, (STONE, 1971:46):
"A prosopografia é a investigação das características comuns do passado de um grupo de atores na história através do estudo coletivo de suas vidas. O método empregado é o de estabelecer o universo a ser estudado e formular um conjunto uniforme de questões – sobre nascimento e morte, casamento e família, origens sociais e posições econômicas herdadas, lugar de residência, educação, tamanho e origens das fortunas pessoais, ocupação, religião, experiência profissional etc. Os vários tipos de informação sobre indivíduos de um dado universo são então justapostos e combinados e, em seguida, examinadas por meio de variáveis significativas. Essas são testadas a partir de suas correlações internas e correlacionadas com outras formas de comportamento e ação."
Por metonímia, prosopografia refere também o livro em que personagens são ordenados alfabeticamente e os registos individuais, com uma descrição das características selecionadas para o estudo.